# دو پرنده در شنا
دو پرنده در شنا (به انگلیسی: At Swim-Two-Birds) نام رمانی از برایان اونولان، نویسندهٔ ایرلندی است که در سال ۱۹۳۹ منتشر شد. اونولان این اثر را با نام مستعار «فلن اوبراین» منتشر کرد. این رمان به‌عنوان شاهکار اونولان و یکی از پیچیده‌ترین نمونه‌های فراداستان شناخته می‌شود.
این کتاب به عنوانی یکی از صد رمان برتر جهان به انتخاب مجله تایم معرفی شده‌است.